# کولشوو
کولشوو (به چکی: Kolešov) یک منطقهٔ مسکونی در جمهوری چک است که در ناحیه راکوونیک واقع شده‌است.